# Rummel (Einheit)
Rummel war ein Stückmaß im Handel mit Hyazinthenzwiebeln. Es wurde auch gelegentlich auf andere Blumenzwiebelsorten angewandt.
- 1 Rummel = 100 Stück